# Jean De Boë
Jean De Boë (Anderlecht, Brabante, 20 de marzo de 1889 — Watermael-Boitsfort, Brabante, 2 de enero de 1974) fue un tipógrafo, anarquista belga que en la segunda década del siglo XX formó parte de la Banda Bonnot, una organización anarquista ilegalista que actuó en hechos delictivos en Francia entre 1911 y 1913.